# Марко Алексић
Марко Алексић (Београд, 1970) српски je археолог,  и популаризатор науке.
Магистар је наука и међународно признат стручњак за средњовековно оружје. Аутор је монографија Средњовековни мачеви у Југоисточној Европи (2008) и Марко Краљевић: Човек који је постао легенда (2015).
Био је првак државе у мачевању, дисциплина сабља (1993).

## Биографија
Дипломирао је 1998. а магистрирао 2006. на Филозофском факултету у Београду, на Одељењу за археологију. Звање кустоса стекао је 1999. у београдском Народном музеју. Учествовао је у археолошким истраживањима у Србији, Црној Гори, Босни и Херцеговини, Хрватској, Немачкој и другим земљама, као члан тима или вођа ископавања.
Његова књига Medieval Swords from Southeastern Europe (Средњовековни мачеви у Југоисточној Европи) добила је позитивне приказе у водећим светским стручним часописима и цитирана је значајно.
Гостујући је предавач у установама културе и на универзитетима, као и учесник научних скупова.

## Популаризација науке
Алексић је од 1998. повремени сценариста и водитељ у Научно-образовној редакцији РТС-а за прилоге из археологије и историје. Сарађивао са Дечјим културним центром у Београду. Објављивао је научно-популарне чланке са темама из средњег века у Политикином Забавнику и другим листовима.
Предавач је у Истраживачкој станици Петница на програмима Археологија и Petnica International. Као саветник-предавач сарађује са музејима, факултетима, војним и културним удружењима, као и витешким дружинама.
Почетком 2017. издао је нову књигу "Српски витешки код".

## Остало
Писао је драмске текстове за Радио Београд. Био првак Савезне републике Југославије у мачевању, дисциплина сабља (1993).

## Изабрана библиографија
Монографије
- Mediaeval Swords from Southeastern Europe. Material from 12th to 15th Century (2007)
- Марко Краљевић: Човек који је постао легенда, „Лагуна“, Београд (2015).

Чланци
- [http://www.academia.edu/487202/Swords_with_Pommels_of_Type_N
- „Посткаролиншки мач из Банатског Брестовца“ /„Postkarolingian Sword from Banatski Brestovac“/, Гласник Српског археолошког друштва /Journal of the Serbian Archaeological Society/ 20, Београд 2004, 251–265.
- „Оружје у Србији кроз векове“, Ликовни живот 105, Београд 2003.
- „Оружје из средњевековне збирке народног музеја у Београду“ /“Weapons from Mediaeval Collection of the National Museum in Belgrade“/, Гласник Српског археолошког друштва /Journal of the Serbian Archaeological Society/ 17, Београд 2000, 195–216.